# Mwejrik
Mwejrik (auch: Mwet-drik, Mwetrik) ist ein kleines Motu des Arno-Atolls der pazifischen Inselrepublik Marshallinseln. Es ist eine der nördlichsten Inseln des Arno-Atolls.

## Geographie
Mwejrik liegt am Nordostrand der Nami North Lagoon. Zusammen mit weiteren winzigen Motu schließt sie die Lagune ab. Westlich liegt die Insel Nami. Etwa 2 km südlich bilden die Inseln Bikonele und Bikarej den südlichen Abschluss der kleinen Lagune.